# Jeep Commander
Jeep Commander – samochód osobowy typu SUV klasy wyższej produkowany pod amerykańską marką Jeep w latach 2005–2010 oraz ponownie od 2021 roku jako druga generacja.

## Pierwsza generacja

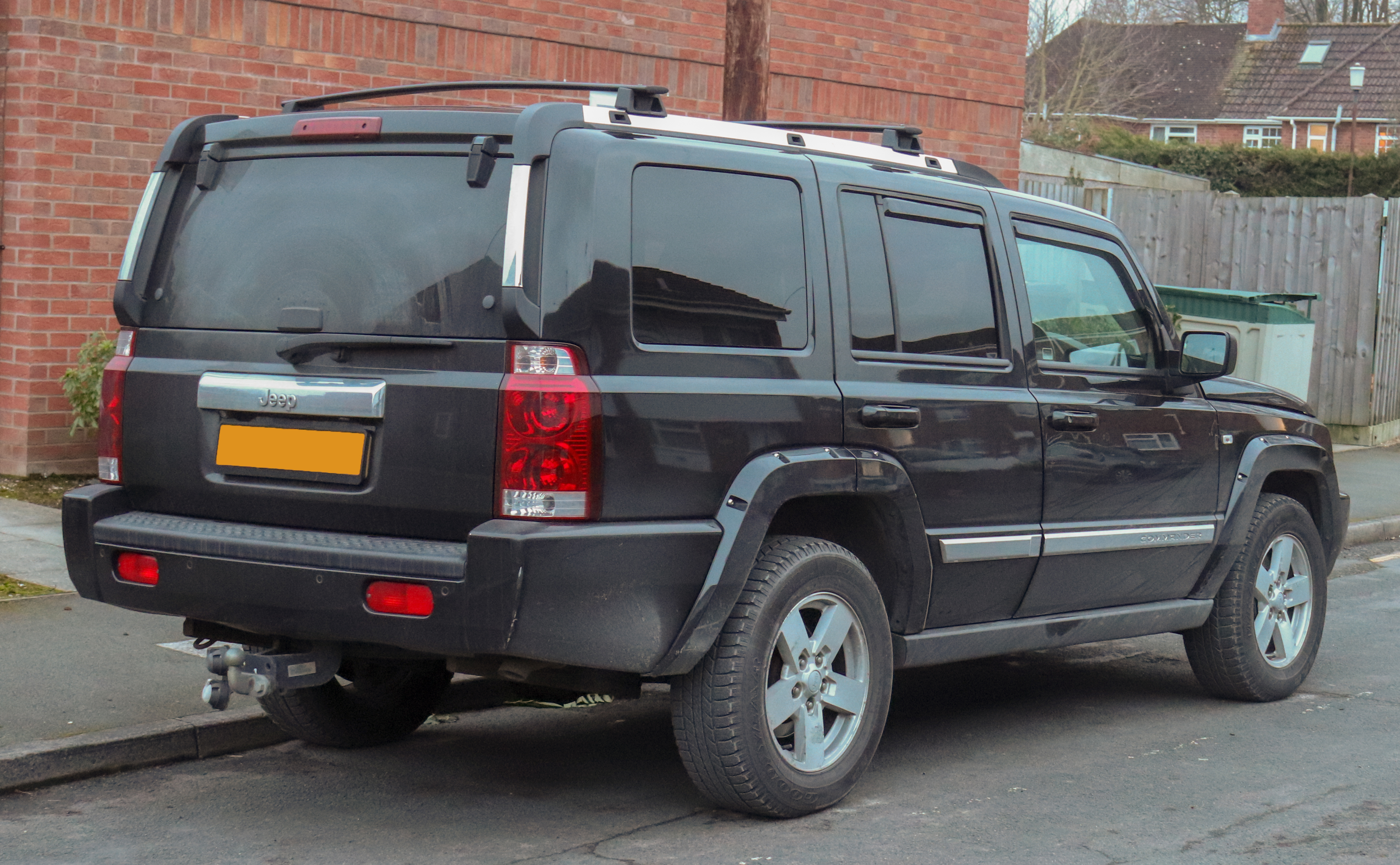
Jeep Commander I – tył

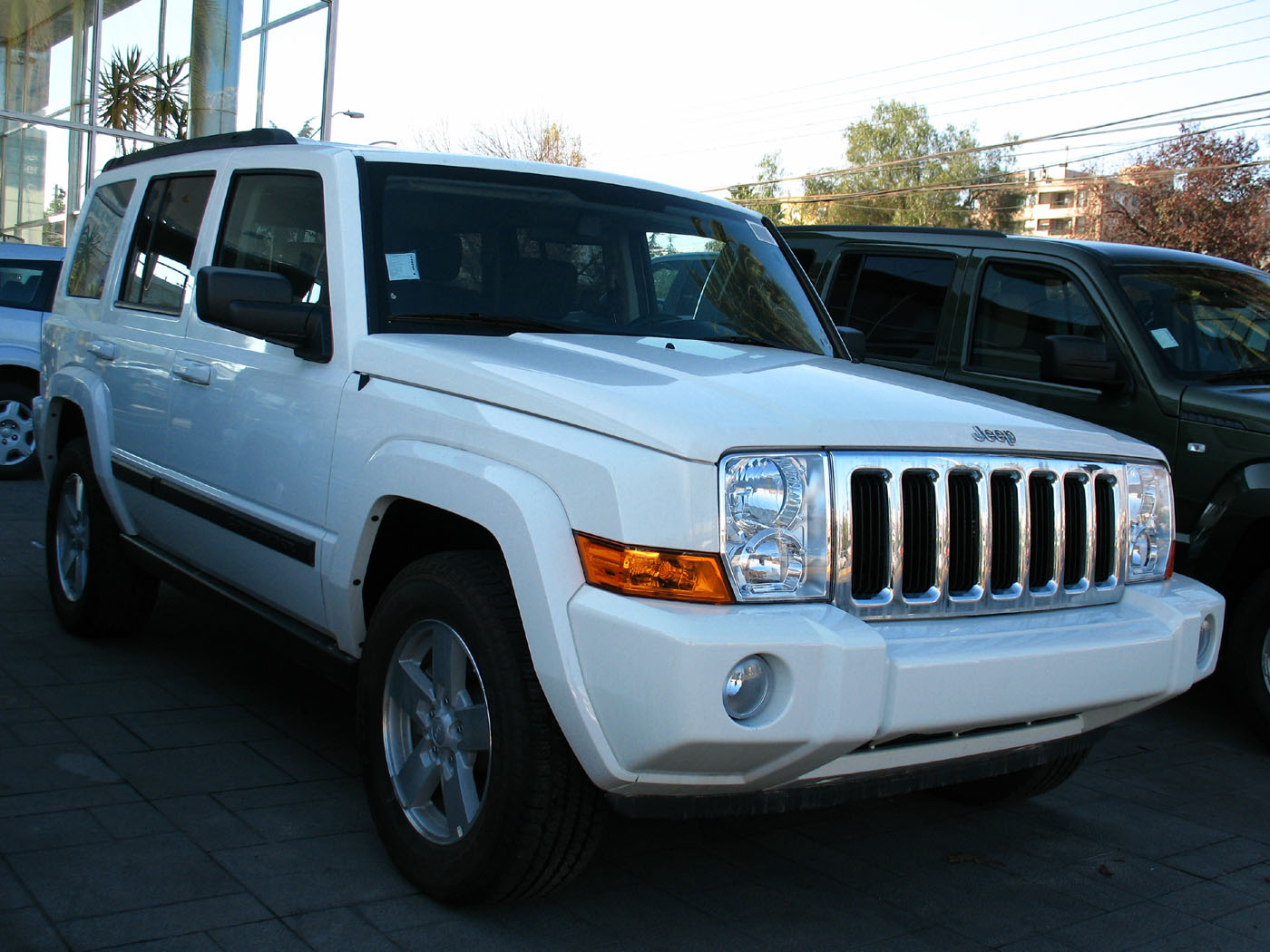
Jeep Commander I Sport

Jeep Commander I został zaprezentowany po raz pierwszy w 2005 roku.
Model Commander po raz pierwszy został przedstawiony światowej publiczności podczas targów motoryzacyjnych w Nowym Jorku jako nowy model plasujący się w ofercie powyżej SUV-a Grand Cherokee. Samochód wyróżniał się kanciastą stylistyką nadwozia, a co więcej – był pierwszym samochodem marki Jeep z trzema rzędami siedzeń.
Do budowy zastosowano wydłużoną płytę podlogową znaną z Jeepa Grand Cherokee, który z kolei powstał na platformie Mercedesa ML i GL, z których też otrzymały silniki Diesla 3.0 CRD. Do napędu posłużyły też silniki benzynowe: V6 3.7, V8 4.7 i V8 HEMI 5.7. Zastosowano również znany z Jeepa napęd Quadra-Drive II z blokada centralnego mechanizmu różnicowego i tylnym i przednim dyferencjałem z blokadą o ograniczonym poślizgu. Głębokość brodzenia wynosiła 60cm i była najlepsza w klasie. Również wykrzyż osi był na poziomie Jeepa Wranglera.

### Sprzedaż
Pojazdy produkowane na rynek północnoamerykański nosiły oznaczenie XK, zaś na rynek europejski – XH. Ponadto, Jeep Commander był też sprzedawany na rynku Japonii, Australii oraz Nowej Zelandii. Produkcja zakończyła się w 2010 roku na rzecz nowego wcielenia Grand Cherokee.

### Wersje wyposażeniowe
- Sport
- Trail Rated
- Laredo
- Limited
- Overland

### Silniki
- V6 3.7l PowerTech 213 KM
- V8 4.7l PowerTech 231 KM
- V8 4.7l PowerTech 306 KM
- V8 5.7l Hemi 326 KM
- V8 5.7l Hemi 334 KM
- V6 3.0l CRD Turbo Diesel 218 KM
- V6 3.0l CRD Turbo Diesel 224 KM

## Druga generacja

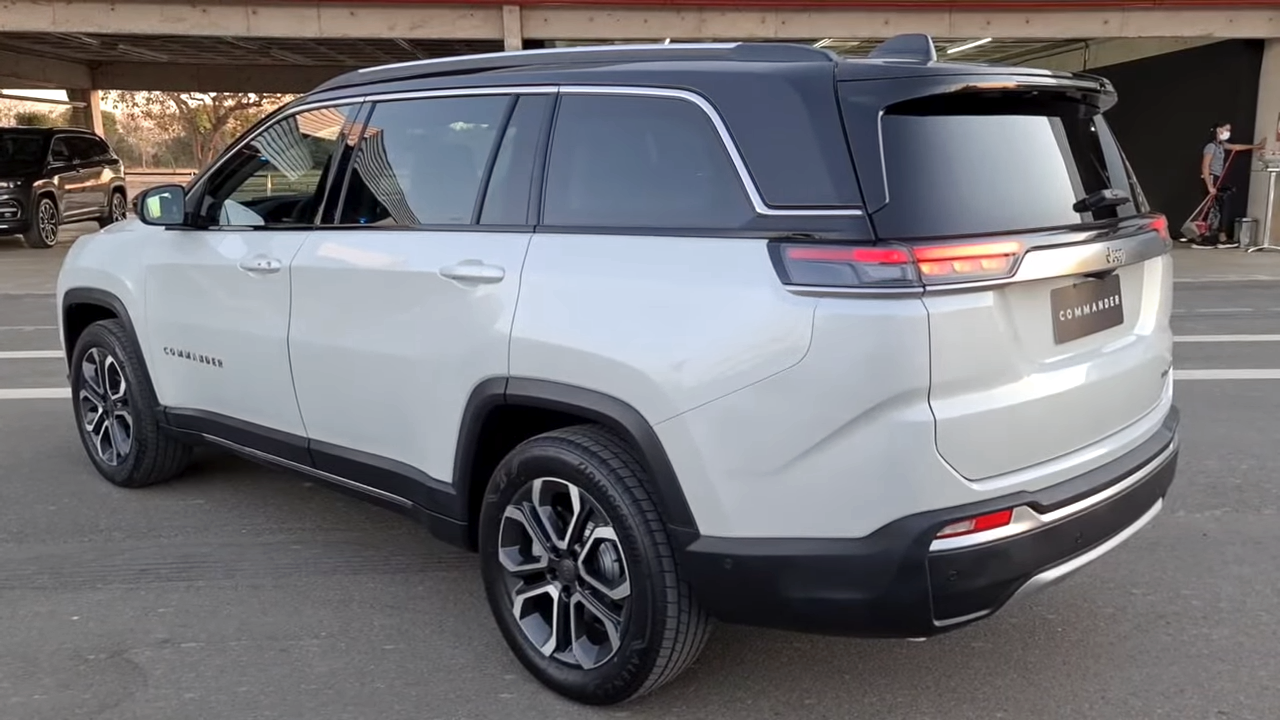
Jeep Commander II Limited – tył

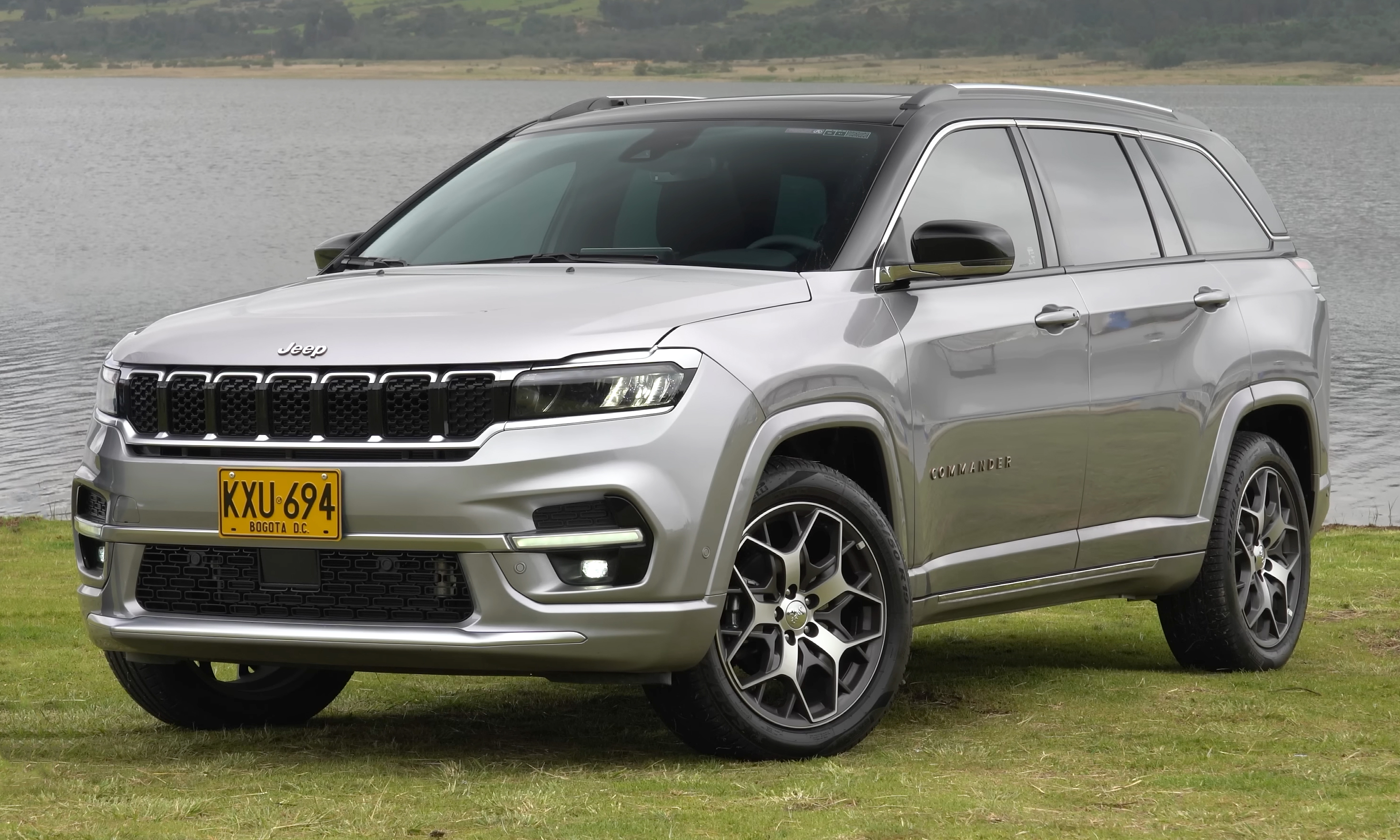
Jeep Commander II Overland

Jeep Commander II został zaprezentowany po raz pierwszy w 2021 roku.
Zaawansowane testy nowego modelu Jeepa o kodzie fabrycznym 598 opartego na wydłużonej platformie kompaktowego Compassa weszły w zaawansowaną fazę na przełomie 2019 i 2020 roku, kiedy po raz pierwszy sfotografowano głęboko zamaskowany egzemplarz.
Pod koniec maja 2021 roku Jeep oficjalnie zapowiedział prezentację pojazdu, potwierdzając, że otrzyma on stosowaną już w pierwszej dekadzie XXI wieku nazwę Commander. Ostatecznie samochód zadebiutował w Brazylii 3 miesiące później, w sierpniu 2021.
Pomimo bliskiego pokrewieństwa z modelem Compass, poza podobną bryłą nadwozia, linią szyb i kształtem drzwi, Jeep Commander zyskał obszerne modyfikacje wizualne. Pas przedni zyskał węższe, zmodyfikowane reflektory i zderzak, z kolei tylną część nadwozia wyróżniły wąskie, podłużne reflektory poprowadzone wzdłuż szyby. Kluczową cechą wyróżniającą Commandera jest możliwość transportu 7 pasażerów w trzech rzędach siedzeń.

### Sprzedaż
W przeciwieństwie do poprzednika, Jeep Commander drugiej generacji został zbudowany z głównie z myślą nie o rynku amerykańskim i europejskim, lecz dla dwóch głównych państw rozwijających się: Brazylii oraz Indii. To tam producent planuje przedstawić Commandera i tam będzie on je produkować. W Indiach głównymi rywalami dla 7-osobowego SUV-a będą duże, terenowo-osobowe modele Forda i Toyoty, a model otrzymał tam inną nazwę Jeep Meridian, debiutując w pierwszym kwartale 2022 roku.

### Silniki
- R4 1.3l Turbo 185 KM
- R4 2.0l 200 KM